# Alexia Paganini
Pour les articles homonymes, voir Paganini (homonymie).
Alexia Paganini (née le 15 novembre 2001 à Greenwich aux États-Unis) est une patineuse américano-suisse. Depuis 2017, elle concourt sous les couleurs de la Suisse.

## Biographie

### Découverte du patinage artistique aux États-Unis
Née le 15 novembre 2001 à Greenwich dans le Connecticut, aux États-Unis, d'un père suisse originaire de Brusio et d'une mère néerlandaise ayant vécu dix ans à Saint-Moritz, Alexia Paganini commence le patinage artistique à l'âge de deux ans. Bien qu’ayant grandi aux États-Unis, ses parents ont assez tôt cherché, en vain, à ce qu'Alexia Paganini puisse représenter le pays de son père.
C'est pourquoi, jusqu'à l'âge de 15 ans, elle concourt sous les couleurs des États-Unis, terminant même au 5e rang des championnats des États-Unis juniors à Kansas City en 2016,. Son entraîneur, Igor Krokavec, prend contact avec des responsables de la fédération suisse lors des mondiaux 2017 à Helsinki en leur rapportant qu'il entraîne un talent qui a participé plusieurs compétitions internationales et qui possède la double nationalité.
Durant l'été suivant, elle participe aux tests officiels de la fédération suisse où elle montre des figures lui ouvrant les portes des principaux concours internationaux, après son transfert dans le giron helvétique.

### Saison 2017-2018
En août 2017, Alexia Paganini concourt pour la première fois pour la Suisse à l'occasion de l'Open de Slovénie (pt), qu’elle remporte. Un mois plus tard, elle se classe au troisième rang du trophée Nebelhorn (de) à Oberstdorf, qui lui permet d’obtenir à la Suisse une place pour les Jeux olympiques de 2018, avant d'être officiellement sélectionnée le 22 décembre 2017, quelques jours après avoir conquis son premier titre de championne de Suisse.
En janvier 2018, elle participe à ses premiers Championnats d'Europe, lors desquels elle prend la septième place finale en établissant un nouveau record personnel avec une note de 161,62 points et en améliorant également son meilleur score dans un programme libre. Elle est la première Suissesse à atteindre le top 10 d'un championnat continental depuis le sacre de Sarah Meier en 2011.
En février 2018, elle concourt à ses premiers Jeux olympiques, en obtenant un 21e rang final après avoir terminé 19e du programme court.

### Saison 2019-2020
Aux Championnats d'Europe à Graz, Alexia Paganini réalise un score de 68,82 au programme court et bat son record personnel. Elle réalise également un nouveau record personnel de 124.06 sur le programme long et termine à la quatrième place derrière les jeunes russes, Kostornaia, Shcherbakova et Troussova. La patineuse d'origine grisonne a réussi le meilleur total de sa carrière avec 192,88 points.
En juin 2020, elle annonce quitter New-York pour être entraînée par Stéphane Lambiel dans son club personnel à Champéry.

## Palmarès
| Compétition                                                                           | 2018    | 2019    | 2020    | 2021    | 2022    | 2023    | 2024    |  |  |  |  |  |  |  |
| Jeux olympiques d'hiver                                                               | 21e     |         |         |         | 21e     |         |         |  |  |  |  |  |  |  |
| Championnats du monde                                                                 | 20e     | 33e     | CA      | 25e     | 19e     |         |         |  |  |  |  |  |  |  |
| Championnats d’Europe                                                                 | 7e      | 6e      | 4e      | CA      | 9e      |         |         |  |  |  |  |  |  |  |
| Championnats de Suisse                                                                | 1re     | 1re     | 1re     | CA      | 1re     | F       | 4e      |  |  |  |  |  |  |  |
|                                                                                       |         |         |         |         |         |         |         |  |  |  |  |  |  |  |
| Grand Prix ISU                                                                        | 2017/18 | 2018/19 | 2019/20 | 2020/21 | 2021/22 | 2022/23 | 2023/24 |  |  |  |  |  |  |  |
| Finale du Grand Prix                                                                  |         |         |         | CA      | CA      |         |         |  |  |  |  |  |  |  |
| Skate America                                                                         |         |         |         |         |         |         |         |  |  |  |  |  |  |  |
| Skate Canada                                                                          |         |         | 9e      | CA      | F       |         |         |  |  |  |  |  |  |  |
| Coupe de Chine                                                                        |         |         |         |         |         | 9e      |         |  |  |  |  |  |  |  |
| Trophée de France                                                                     |         | 10e     |         | CA      |         |         |         |  |  |  |  |  |  |  |
| Coupe de Russie                                                                       |         | 4e      | 7e      |         |         |         |         |  |  |  |  |  |  |  |
| Trophée NHK                                                                           |         |         |         |         |         |         |         |  |  |  |  |  |  |  |
| Légende : F = Forfait ; CA = Compétitions annulées à cause de la pandémie de Covid-19 |         |         |         |         |         |         |         |  |  |  |  |  |  |  |